# Ortahisar vára

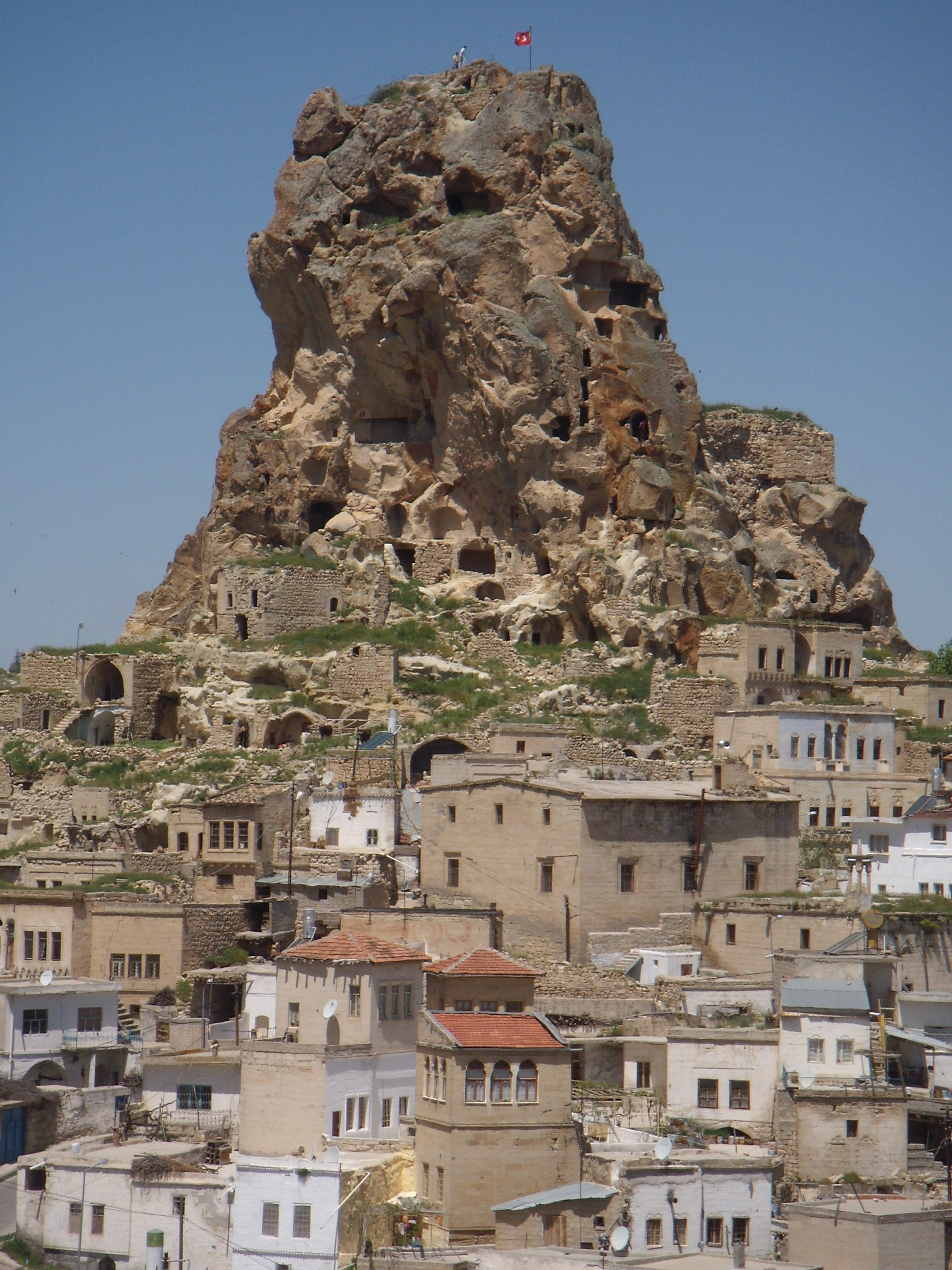

Ortahisar vára (törökül: Ortahisar Kalesi), Ortahisar város közepén, a törökországi Kappadókiában, Ürgüptől 6 km-re keletre, a Nevşehir felé vezető úton található.
Neve törökül középső várat jelent, mivel majdnem egyenlő távolságra található körülötte Göreme, Nevşehir, Uçhisar és Ürgüp városok.
A vár, a törökországi, természeti szépsége és történelmi öröksége miatt egyik legfontosabb idegenforgalmi központú Kappadókiai régió egyik legmagasabb csúcsa, a déli oldalon 110 méter, az északi oldalon 80 méter magas, általában 86-, 90 méterként szokták emlegetni.

## Története
Az Ortahisari erődök építésének időpontja nem ismert pontosan. A bizánci korban már biztosan állt itt egy erődítmény. Néhány kutató azt állítja, hogy ezt egy korábbi erőd helyén húzták fel, mely a hettita korból való. A bizánci korban Kappadókiát három fontos erőd védte. Első közülük Ürgüpben a Başkale volt, a második volt az Ortahisari, melyet középerődnek is hívtak és a harmadik az Üçhisar, melynek neve a harmadik erőd.
Ezeket a sziklatornyokat védelmi célokra használták kb. 3000 évig a hettita korban. Ez logikusnak is tűnik közelségük okán, valamint amilyen kilátás nyílik belőlük a környező régióra.
Ortahisar természet alkotta, a tájból kimagasló erődje, már több kilométerről is látható, a települést ikonikus elemként uralja a szerény épületek és a díszes ókori templomok között. 
A kastély külterületén a kappadókiai polgári építészet jellegzetességei figyelhetőek meg.
Hasonlóan sok kappadókiai kőképződményhez, ez a vár is törékenynek, ingatagnak néz ki, pedig öt-, de az is lehet, hogy már 11 millió éve áll.
A vár csak kisebb része mesterséges, ezt lakóhelynek, tárolóhelyeknek és védelmi célokra faragták ki és erősítették meg az emberek.
Az egész évben állandó, 12–15 C° hőmérsékletű hűvös levegőjű raktárhelyiségekben citromot, narancsot, almát, birsalmát, hagymát és burgonyát tároltak. 
A legkorábbi ismert lakói, körülbelül Kr. e. 3000 és 2000 között a hettiták voltak, de barlang- és alagútrendszerében már az írott történelem kezdete előtt is éltek.

## Felújítása
A várat az idő múlásával a szél és az eső is pusztította, de a legnagyobb kárt az ember okozta benne. A belevájt helyiségek és járatok jelentősen meggyengítették a szerkezetét, egyes részei teljesen szétmállottak, napvilágra kerülve olyan részek, alagutak, szobák, melyek korábban teljesen rejtve voltak.
2004-ben a balesetveszély miatt az erődöt a látogatók előtt bezárták, majd teljes körű felújításba kezdtek, hogy megóvják az összeomlástól. A mérnökök szeizmikus tanulmányokat folytattak, a falakat különleges anyaggal töltötték fel, hogy a falak ne erodálódjanak tovább. A megerősítés után lépcsőket, korlátokat is tettek.
A csúcsra meredek csigalépcső vezet, fent láncok védik a kilátásban gyönyörködőket a lezuhanástól. 2013-ban a vár újra megnyílt a turisták előtt, 23 nap alatt 4000 ember látogatta meg. Mostanra megfakult a népszerűsége, manapság már kevesen látogatják.